# Туляк (эпос)
«Туляк» («Заятуля́к и Хыухылу́», «Заятуля́к и Сусылу́», «Книга о Туляке», баш. Заятүләк менән Һыуhылыу, тат. Заятүләк белән Сусылу, Түләк, Түләк китабы) — башкирское и татарское сказание, эпос, героико‐мифологический дастан. Один из ранних памятников эпического фольклора башкирского и татарского народов.

## Описание
В 1843 году был впервые опубликован на русском языке в журнале «Москвитянин» Владимиром Далем под названием «Башкирская русалка». В изложении В. Даля, он несколько отличается от башкирских вариантов своей художественной формой. Повествование излагается прозой, тогда как в башкирских вариантах некоторая часть передается в песенно-стихотворной форме.
Наиболее архаичным вариантом сказания является вариант, записанный Львом Суходольским в 1850-е годы у уфимских татар и опубликованный 1858 году под названием «Башкирская легенда о Туляке». В отличие от первой публикации, в данном варианте некоторая часть была представлена в стихотворной форме. Г. Н. Потанин в своём труде «Дочь моря в степном эпосе» обращается к варианту Л. Суходольского. Сюжет «Зая-Туляка и Хыухылу» он рассматривает не столько как оригинальное творение устной поэзии башкирского народа, возникшее на конкретной исторической основе, сколько как материал для сравнения с другими тюркскими эпическими произведениями.
В 1875 году этнограф Р. Г. Игнатьев опубликовал вариант эпоса под названием «Сказка о сыне Абдрахмана Хары Сахипе».
В 1894 году С. Г. Рыбаковым были записаны ноты эпоса.
В 1901 году венгерский тюрколог В. Прёле записал интересный вариант эпоса «Заятуляк и Хыухылу». Небольшая часть его материалов была опубликована в Будапеште под названием «Вариант известной башкирской сказки» на немецком и венгерском языках.
Вариант эпоса опубликованного Х. С. Султановым в 1902 году под названием «Зоя-Туляк и Су-Сулу», намного отличается от остальных. Например, отца главного героя зовут не Самар, а Харымыркыса. Также произведение не заканчивается гибелью Заятуляка и Хыухылу, а рассказывается о том, как герои жили долго и счастливо на Балкан-Тау.
М. Гафури записал и опубликовал эпос на татарском языке «Заятуляк и Сусылу» (Заятуляк берлә Сусылу) в 1909 году. В варианте эпоса, записанном им, герои изображаются в возвышенно-романтическом плане.
Также известны другие варианты с названиями «Заятуляк», «Туляк», «Балкантау» и другими были записаны К. Мэргэном, Ф. А. Надршиной, М. М. Сагитовым, Н. Д. Шункаровым и др.
До 1917 года, «Заятуляк и Хыухылу» был также распространен и в рукописном варианте. Это подтвердилось во время археографической экспедиции. В последние годы учёные-фольклористы записали множество вариантов данного эпоса в Башкортостане и Оренбургской области.
В башкирской фольклористике проделана большая работа по изучению данного эпоса. Например, в книге «Эпическое наследие башкирского народа» К. Мэргэна, о нём говорится в отдельной главе. В нём же учёный подчеркивает сходство некоторых мотивов «Заятуляк и Хыухылу» с эпосом «Урал-батыр».

## Сюжет

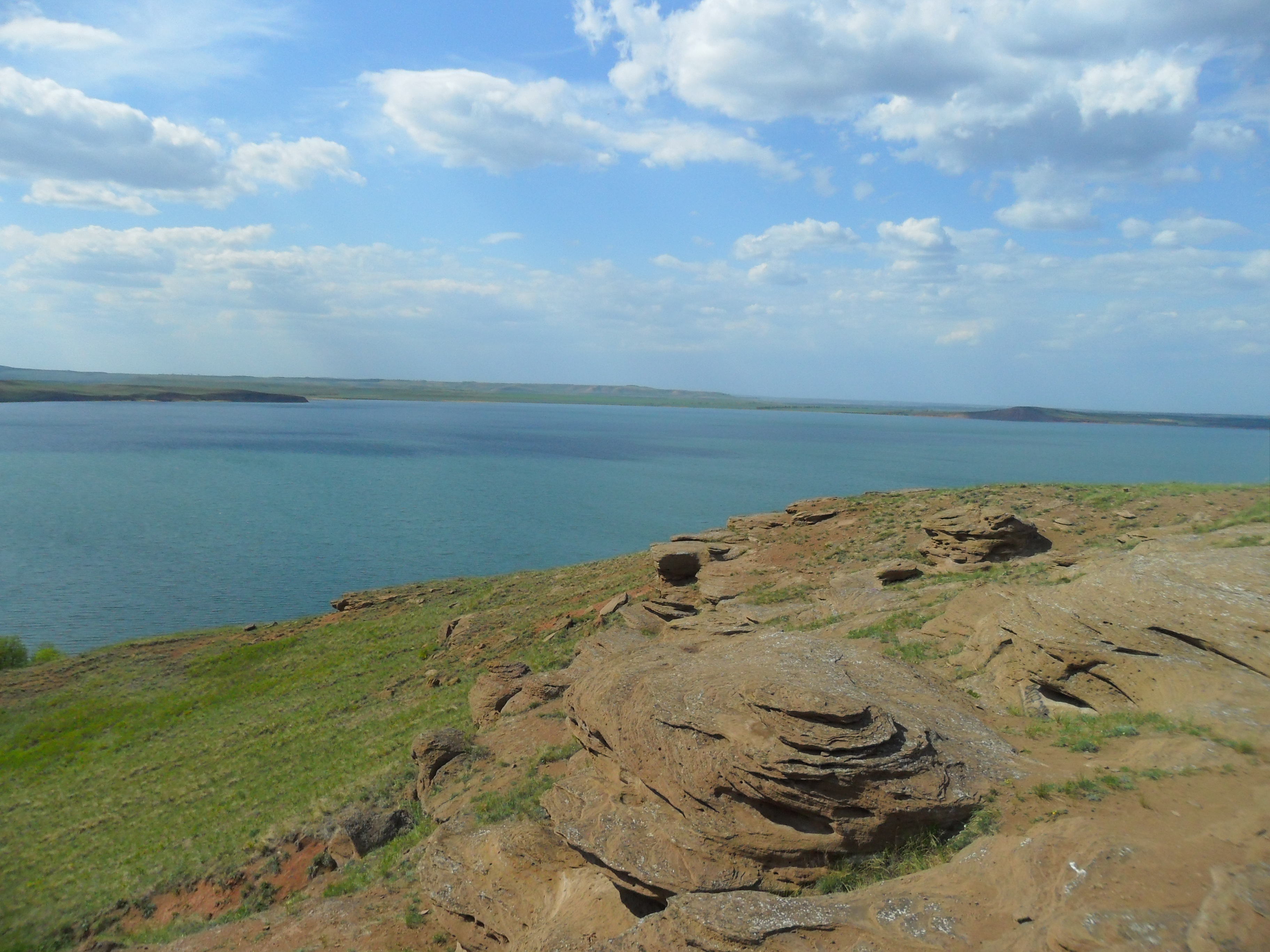
Озеро Асылыкуль — место, где разворачиваются основные события в эпосе

В сказании идёт речь о приключениях героя в подводном царстве, где	властвует Чачдархан (Жаждархан). Главная цель Туляка (или Заятуляка) — установление гармонии между двумя мирами — земным и подводным. Хотя в некоторых вариантах герой и достигает своей цели, в целом ряде	других сюжет завершается преждевременной гибелью и его, и его возлюбленной. В эпосе повествуется о любви легендарного батыра Заятуляка и дочери владыки озёр Асылыкуль и Кандрыкуль Хыухылу. События в сказании происходят в эпическо-сказочном плане.
Заворожённый красотой подводной принцессы Хыухылу (или Сусылу, Су-Сылу), егет Заятуляк опускается на дно озера и женится на ней. Но вскоре он начинает скучать по земной жизни. Хыухылу старается отвлечь его от печальных раздумий, показывает ему дворец своего отца, различные сокровища подводного мира. Но на всё это Заятуляк отвечает восхвалением родной земли и родной горы Балкантау. О тоске зятя узнаёт царь подводного мира, и посылает своих дивов, чтобы они перетащили Балкан-Тау в подводное царство. Но те не могут разыскать гору Балкан и возвращаются во дворец с другой горой. Заятуляк сразу же замечает подмену и отвечает им песней, прославляющей Балкантау.
Наконец, царь вынужден отпустить Заятуляка на родную землю вместе со своей дочерью и подарить в качестве приданого табун лошадей вместе с Тулпаром. Но вскоре умирает отец Заятуляка, легендарный Самар-хан, и шестеро его сыновей начинают борьбу за ханский престол. Народ зовёт Заятуляка, чтобы он установил мир и порядок в стране. Перед уходом Хыухылу предупреждает мужа: «Я буду ждать тебя, но я не проживу более сорока дней без озера Асылыкуль и без тебя».
Заятуляк устанавливает мир в стране. Занятый делами государства, он не замечает, как подходит назначенный срок. Наконец герой скачет на тулпаре к горе Балкантау, но уже поздно — Хыухылу погибает от тоски в ожидании своего возлюбленного, который опоздал всего на один день. Не сумев перенести это, Заятуляк закалывает себя булатным копьём на могиле Хыухылу.

## Использование
По мотивам эпоса в 2015 году в Башкирском государственном театре оперы и балета поставлен молодежный национальный балет «Водная красавица».

### Географические наименования в эпосе
В эпосе упоминаются географические топонимы и гидронимы Давлекановского района Башкортостана:
- гора Балкан-Тау (Зайтуляктау),
- озеро Кандрыкуль,
- озеро Аслыкуль.